# 帕拉德拉 (莫加多鲁)
帕拉德拉是葡萄牙布拉干萨区的一个堂区。总面积20.45平方公里，总人口173人，人口密度8.5人/平方公里。